# Международно шосе (Москва)
Международното шосе е автомагистрала в Москва (Северен административен окръг, Молжаниновски район) и гр. Химки.
Наименувано е по международното летище Шереметиево през 1985 година. Свързва Ленинградско шосе (в северната част на Москва) с по-новия Терминал 2 на летището, изграден специално за Лятната олимпиада през 1980 година. Някога неофициално е определян като Международния терминал и дори Международното летище (на Москва), тъй като до началото на 1990-те години обслужва предимно международни полети и е основният международен терминал на съветската столица.
Започва от 15-и километър от Ленинградско шосе, отклонявайки се на североизток от него в посока към село Мелкисарово. След него завива на север, преминава (вече в Московска област) под новата скоростна автомагистрала за Санкт Петербург и достига до Терминал 2 на летище Шереметиево. Там се свързва с Шереметиевско шосе, което започва от 19-и километър на Ленинградско шосе, преминава покрай по-стария Терминал 1 и обикаля летището от изток.
Шосето има дължина от 4,9 километра. Разполага с по 3 ленти във всяка посока на движение, ограничението на скоростта е 110 км/ч. По шосето преминават 3 автобусни маршрута. Най-близката метростанция е „Речной вокзал“ („Речна гара“).